# Feline
Feline — седьмой студийный альбом британской рок-группы The Stranglers, записанный в 1982 году и вышедший (в Великобритании — Epic Records) в январе 1983 года.
Feline диск, в котором преобладает акустическое звучание (с электронными партиями ударных) и присутствуют французские и испанские мотивы, по замыслу Жан-Жака Бёрнела должен был отразить красоту европейской музыкальной культуры (в противоположность американской).
Диск был сдержанно оценён музыкальной критикой («…сдержанный и благородный, но тусклый и скучноватый»), стал хитом в нескольких европейских странах (в частности, Франции и Испании), и 21 января 1983 года поднялся до #4 в UK Albums Chart. Синглы из альбома — «The European Female (In Celebration Of)» и «Midnight Summer Dream» — поднялись до #9 и #35 соответственно.

## Список композиций
Слова и музыка всех песен — написаны группой The Stranglers.
| №  | Название                                  | Длительность |
| -- | ----------------------------------------- | ------------ |
| 1. | «Midnight Summer Dream»                   | 6:12         |
| 2. | «It’s a Small World»                      | 4:35         |
| 3. | «Ships That Pass in the Night»            | 4:06         |
| 4. | «The European Female (In Celebration Of)» | 4:02         |

| №                   | Название                 | Длительность |
| ------------------- | ------------------------ | ------------ |
| 1.                  | «Let’s Tango in Paris»   | 3:15         |
| 2.                  | «Paradise»               | 3:48         |
| 3.                  | «All Roads Lead to Rome» | 3:54         |
| 4.                  | «Blue Sister»            | 4:03         |
| 5.                  | «Never Say Goodbye»      | 4:15         |
| Общая длительность: | Общая длительность:      | 38:10        |

| №   | Название | Длительность |
| --- | --- | ------------ |
| 10. | «Savage Breast» | 3:18         |
| 11. | «Pawsher» | 4:57         |
| 12. | «Permission» | 4:53         |
| 13. | «Midnight Summer Dream» / «European Female» (Live) | 10:18        |
| 14. | «(The Strange Circumstances Which Lead To) Vladimir and Olga (Requesting Rehabilitation in a Siberian Health Resort as a Result of Stress in Furthering the People’s Policies)» | 3:54         |
| 15. | «Aural Sculpture Manifesto» | 3:20         |

## Участники
Приведены по сведениям базы данных Discogs.

| - Хью Корнуэлл — гитара, вокал - Жан-Жак Бёрнел — бас-гитара, вокал - Дэйв Гринфилд — клавишные, вокал - Джет Блэк — ударные | - Франс Лермитт — бэк-вокал (в песне «Paradise») - Анна фон Штерн — бэк-вокал (в песне «Paradise») - Стив Чёрчьярд — музыкальный продюсер - Тони Висконти — инженер сведения - Том Уиддалл — дизайн конверта |